# 디지털 트윈

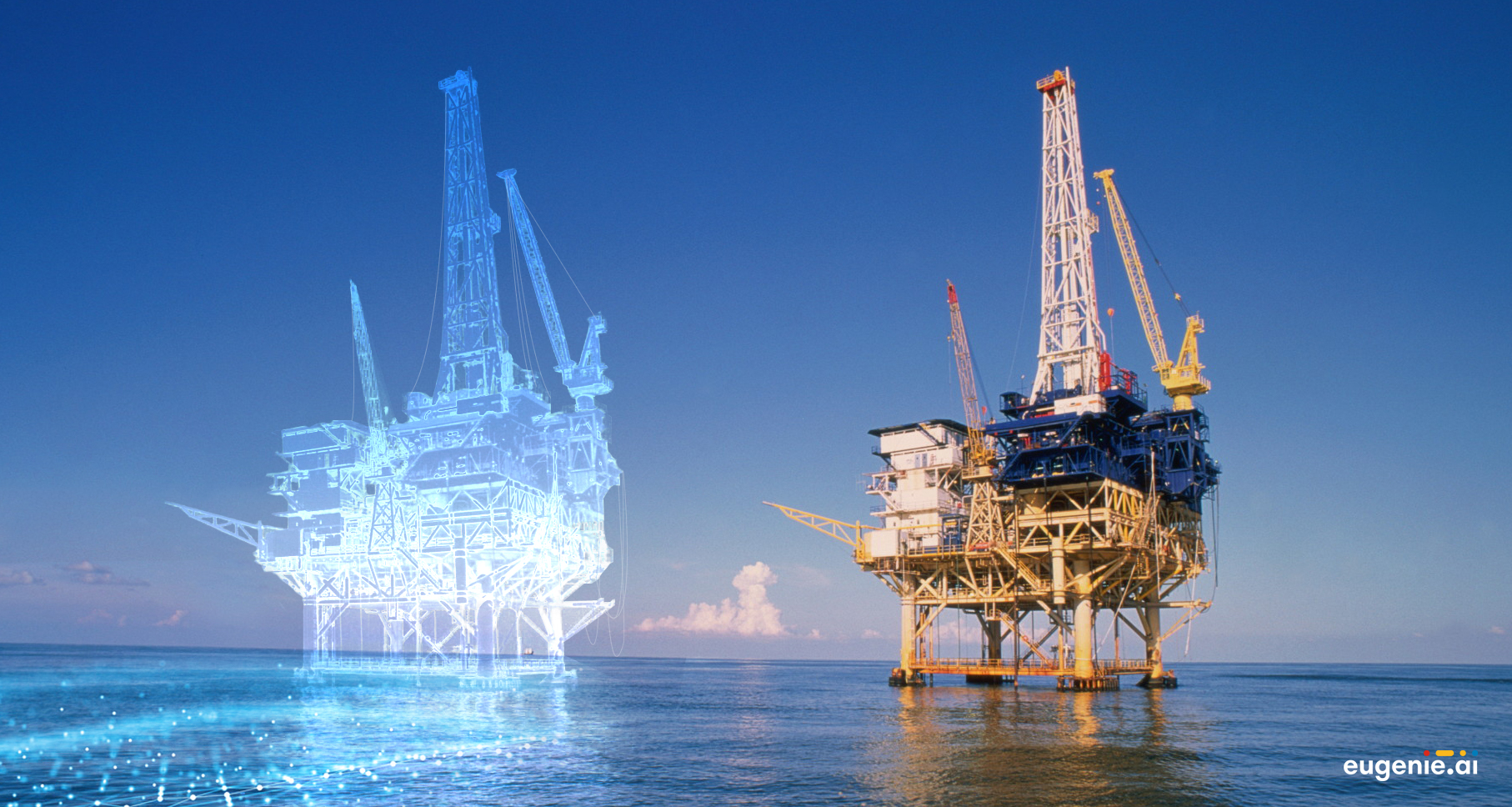

디지털 트윈(digital twin)은 2002년에 미국 마이클 그리브스 박사가 제품생애주기관리(PLM)의 이상적 모델로 설명하면서 등장하였다. 이 개념에 대해 NASA의 존 비커스 박사가 디지털 트윈으로 명명하고, 2010년 NASA가 우주 탐사 기술 개발 로드맵에 디지털 트윈을 반영하면서 우주 산업에서 계속 쓰여 왔다. 이후 GE가 자사의 엔진, 터빈 등 제품에 디지털 트윈 모델을 적용하면서 널리 알려져 미국 제너럴 일렉트릭(GE)가 디지털 트윈의 원조로 혼동하는 상황이 빚어지기도 했다. 컴퓨터에 현실 속 사물의 쌍둥이를 만들고, 현실에서 발생할 수 있는 상황을 컴퓨터로 시뮬레이션함으로써 결과를 미리 예측하는 기술이다. 디지털 트윈은 제조업뿐 아니라 다양한 산업·사회 문제를 해결할 수 있는 기술로 주목 받는다. 그리고 기본적으로는 다양한 물리적 시스템의 구조, 맥락, 작동을 나타내는 데이터와 정보의 조합으로, 과거와 현재의 운용 상태를 이해하고 미래를 예측할 수 있는 인터페이스라고 할 수 있다. 물리적 세계를 최적화하기 위해 사용될 수 있는 강력한 디지털 객체로서, 운용 성능과 사업 프로세스를 대폭 개선할 수 있다.

## 활용 영역
- 공장 최적화[4]
- 가상 제조[5]
- 센서를 활용한 자동화[6]

## 원리
생명체의 환경 변화 반응 기제를 떠올리면 이해가 쉬울 수 있다. 실제로 인간의 몸은 부단히 변화하는 환경에서도 체온과 혈류(血流) 등 모든 조건을 평형 상태로 유지해야 한다. 그러기 위해 인체 표면과 내부에선 무수한 센서 세포가 끊임없이 활동 중이다. 이 세포들은 크든 작든 이상(異常)이 감지되면 다른 세포에 신호를 보내 해당 이상으로 입은 피해를 복구하고 추가 피해도 막는다. 익히 알려진 면역 기능의 작동 과정이다.생산 공정, 혹은 이미 생산된 제품의 사용 과정에도 이와 비슷한 원리를 적용할 수 있다. 가상 목업과 비슷한 방식으로 디지털 트윈을 만들고 공정 관리자의 태블릿에 이를 제어할 수 있는 프로그램을 심은 후 생산과 소비의 전 과정에 센서를 설치해 거기서 발생하는 신호가 태블릿 속 디지털 트윈에 실시간으로 반영될 수 있도록 하는 것이다. 이렇게 되면 특정 제품(혹은 공정)의 디지털 트윈 프로그램 공유자는 언제 어디서나 제품 관련 문제 발생 여부를 실시간으로 알 수 있게 된다. 그와 거의 동시에 이들의 집단지성을 기반으로 최적의 솔루션이 도출, 현장에 곧장 전달되고 가장 적절한 조치가 취해진다. 모든 제품이 이런 방식으로 제작, 관리되면 생산 공정 오류로 인한 비용 손실을 줄일 수 있을 뿐 아니라 소비자 요구에도 한층 더 완벽에 가깝게 부응할 수 있다.

## 관련 기술
- 유한 요소법
- 사물 인터넷
- 인더스트리 4.0